# Giewont

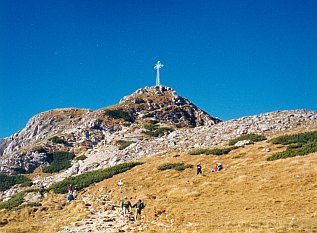
Vom Bergpass Kondracka Przełęcz (Süden)

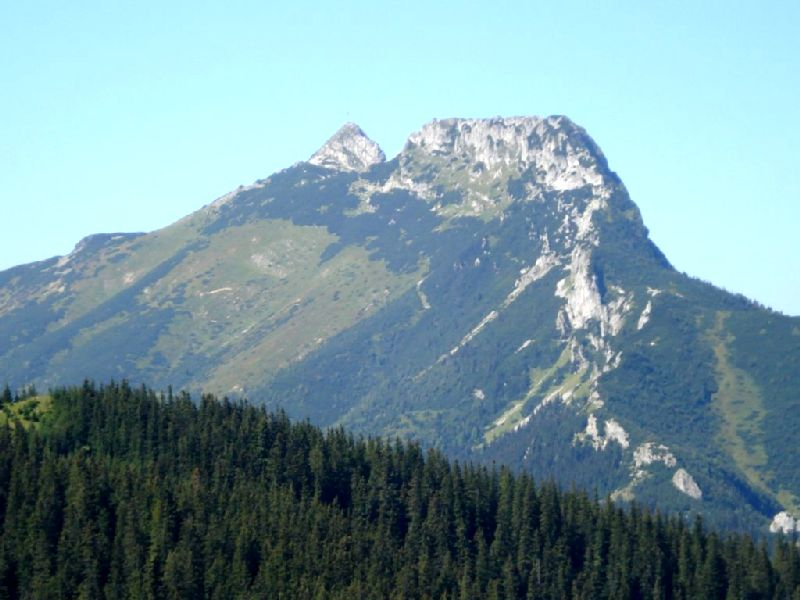
Vom Wanderweg auf den Kasprowy Wierch (Südosten)

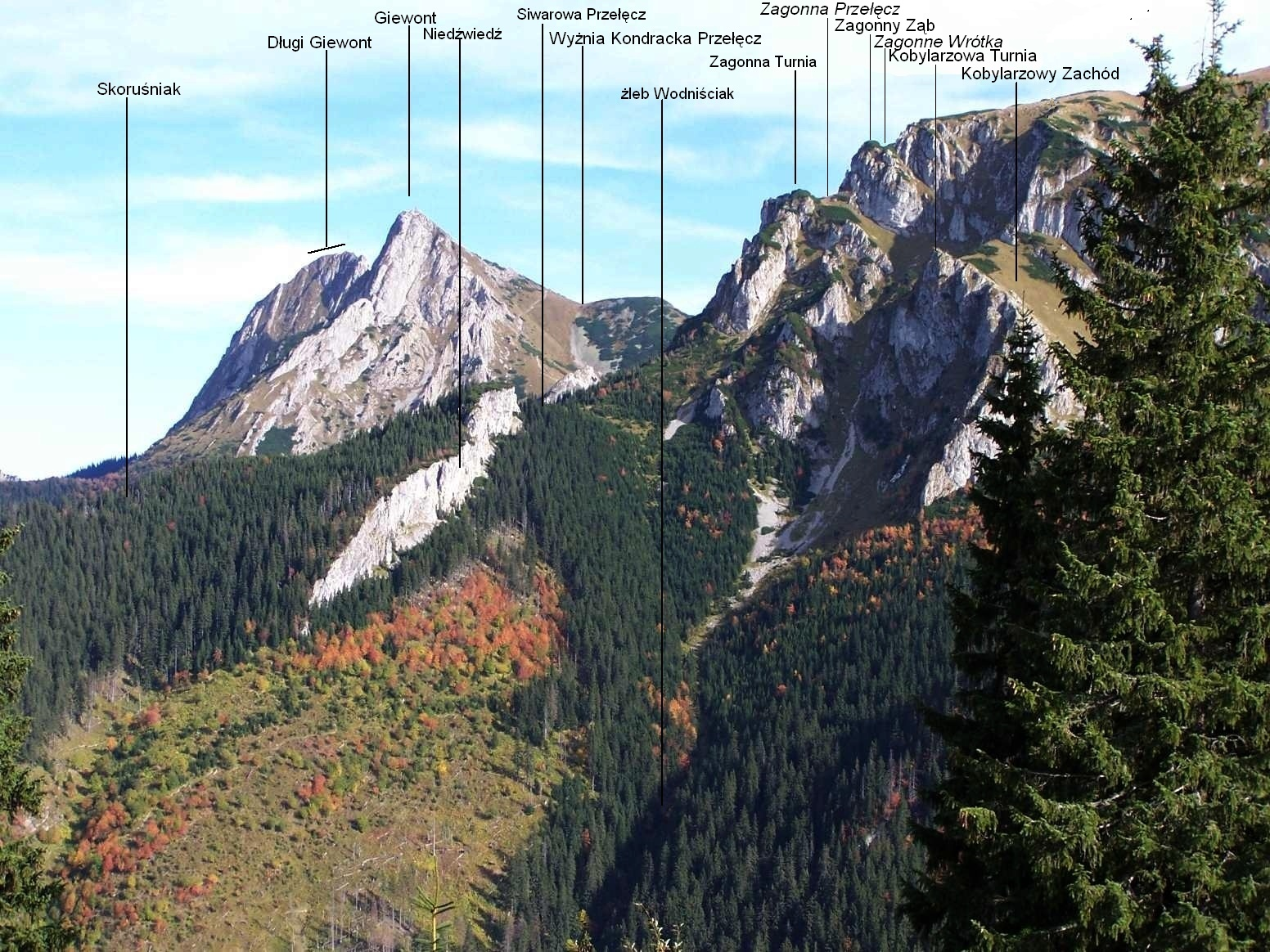
Vom Wanderweg auf den Ciemniak (Westen)

Der Giewont ist ein Bergmassiv mit seinem höchsten Gipfel im Wielki Giewont mit 1895 Meter über NN bei Zakopane in der polnischen Westtatra. Vom Gipfel ergibt sich ein Panoramablick auf Zakopane und das Tatra-Gebirge. Er ist einer der vier Hausberge von Zakopane und eines der beliebtesten Ausflugsziele in der Tatra.

## Lage und Umgebung
Unterhalb des Gipfels liegen die Täler Dolina Bystrej, Dolina Kondratowa, Dolina Małej Łąki und Dolina Strążyska. Von Zakopane aus ist er dank seiner abfallenden, sechshundert Meter hohen Nordwand besonders gut zu sehen. Östlich vom Gipfel befindet sich der Gebirgspass Szczerba.
Der 2,7 km lange Kamm des Massivs verläuft von Westen nach Osten wie folgt:
- Gipfel Mały Giewont – 1728 m n.p.m.
- Bergpass Giewoncka Przełęcz – 1680 m n.p.m.
- Gipfel Wielki Giewont – 1894 m n.p.m.
- Bergpass Szczerba – 1823 m n.p.m.
- Gipfel Długi Giewont – 1867 m n.p.m.

## Geologie
Das Massiv besteht vor allem aus Sedimentgestein, insbesondere Kalkstein und Dolomiten aus den Erdzeitaltern der Trias, Jura und Kreide.

## Etymologie
Die ältesten Quellen bezeichnen das Massiv als Gyewant. Die Namensherkunft ist nicht eindeutig geklärt. Nach einer Ansicht stammt die Bezeichnung von dem Namen der Góralen-Familie Giewonty. Nach einer anderen Ansicht ist sie deutschen Ursprungs und rührt von dem Wort Wand (Gewand bzw. Gähwand) her, als Anspielung auf die 600 Meter hohe Nordwand. 

## Geschichte
Ab dem 16. Jahrhundert wurde im Massiv Kupfer abgebaut. Zahlreiche Legenden entstanden um das Bergmassiv im 18. Jahrhundert. So soll er einen schlafenden Ritter darstellen, der die Unabhängigkeit Polens nach den Polnischen Teilungen wiederherstellen wird. Nach einer Abwandlung der Legende sollten in seinen zahlreichen Höhlen (Jaskinia Zawaliskowa w Długim Giewoncie, Studnia w Giewoncie, Jaskinia Juhaska, Jaskinia Śpiących Rycerzy, Jaskinia Śpiących Rycerzy Wyżnia, Kozia Grota, Dziura w Szczerbie, Ruda Nyża, Dziura nad Doliną Strążyską) Ritter schlafen. Seit dem 19. Jahrhundert war die Nordwand ein beliebtes Ziel für Kletterer, die zahlreiche Klettersteige in der Wand angelegt haben. Der Tatra-Nationalpark hat die Nordwand als streng geschütztes Naturreservat ausgewiesen und mittlerweile für Kletterer gesperrt. Walery Eljasz-Radzikowski hat den Giewont 1880 als König von Zakopane bezeichnet. Um 1900 wurde auf dem Gipfel ein 17 Meter hohes Kreuz aus Eisen errichtet.

## Erstbesteigung
Die Gipfel wurden wohl bereits seit dem Spätmittelalter von Hirten und Jägern aufgesucht. Der erste nachweisliche Aufstieg erfolgte 1830 von Franciszek Herbich und Aleksander Zawadzki. Die erste Winterbesteigung erfolgte durch Mariusz Zaruski im Jahr 1904.

## Flora und Fauna
Die Waldgrenze liegt bei ca. 1500 Höhenmeter. Der Giewont ist Rückzugsgebiet für Bären, Gämsen und Murmeltiere. Seine Nordwand stellt ein streng geschütztes Naturreservat dar. Er liegt seit 1954 auf dem Gebiet des Tatra-Nationalparks.

## Tourismus
Die Giewont ist bei Wanderern beliebt. Der Gipfelbereich thront ca. 1100 Höhenmeter über dem Zentrum von Zakopane. Der Aufstieg von Süden über den Bergpass Kondracka Przełęcz ist bedeutend einfacher als der Aufstieg von Norden. Der kettengesicherte Auf- und Abstieg vom Bergpass ist als Einbahnweg angelegt, um die Sicherheit der Wanderer zu verbessern.

### Routen zum Gipfel
Wanderwege führen auf den Hauptgipfel.
- ▬ Ein blau markierter Wanderweg führt vom Zakopaner Stadtteil Kuźnice über den Bergpass Kondracka Przełęcz auf den Gipfel.
- ▬ Ein rot markierter Wanderweg führt vom Tal Dolina Strążyska über den Bergpass Kondracka Przełęcz auf den Gipfel.
- ▬ Ein gelb markierter Wanderweg führt vom  Kościeliskoer Ortsteil Gronik  über den Bergpass Kondracka Przełęcz auf den Gipfel.

Als Ausgangspunkt für eine Besteigung aus den Tälern eignen sich die Kondratowa-Hütte, Ornak-Hütte und das Kalatówki-Berghotel.

## Belege
- Zofia Radwańska-Paryska, Witold Henryk Paryski, Wielka encyklopedia tatrzańska, Poronin, Wyd. Górskie, 2004, ISBN 83-7104-009-1.
- Tatry Wysokie słowackie i polskie. Mapa turystyczna 1:25.000, Warszawa, 2005/06, Polkart, ISBN 83-87873-26-8.

## Panorama

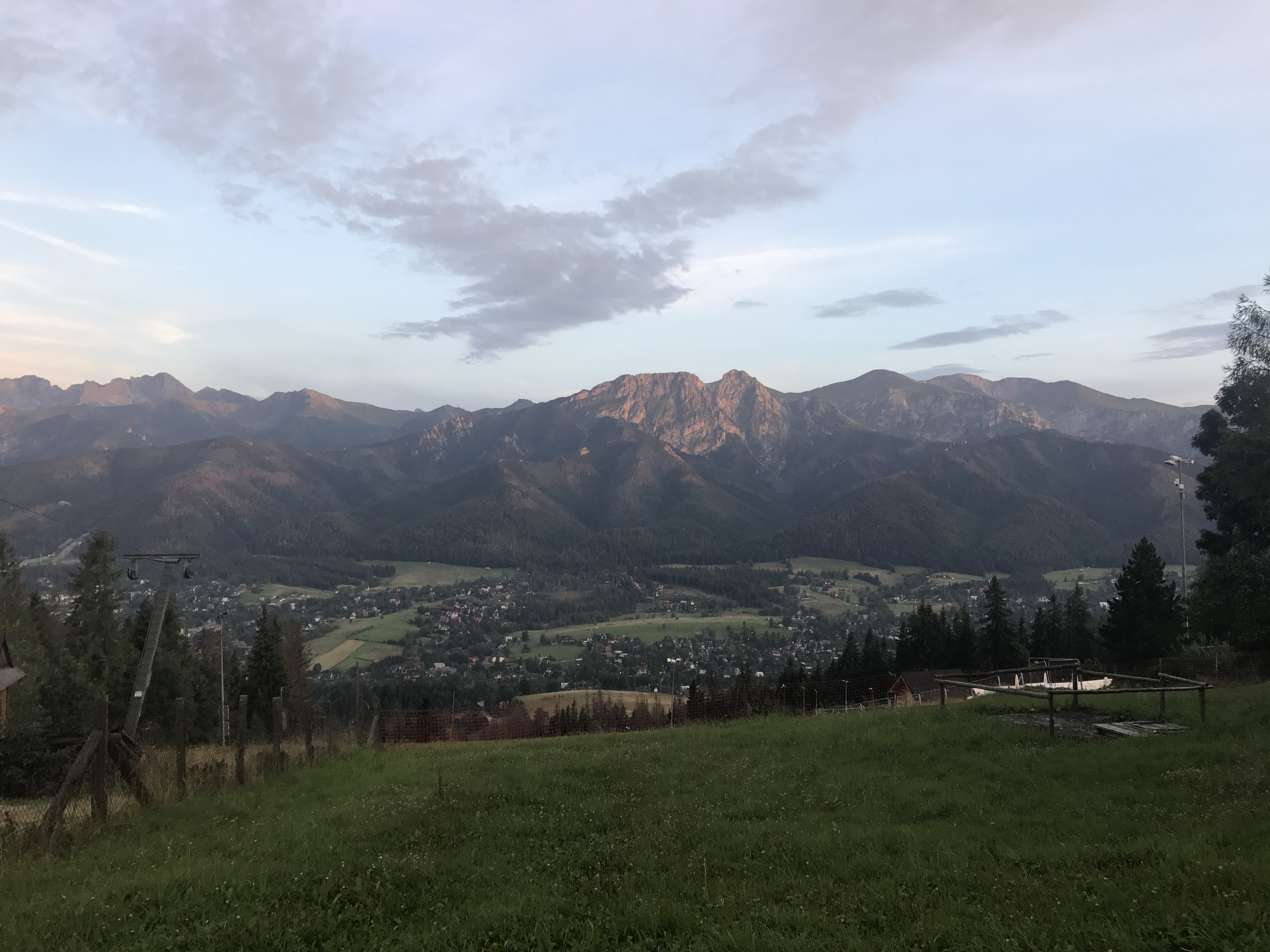
Blick von der Gubałówka auf das Massiv